# Miquel Pons
Miquel Pons Payeras (Palma di Maiorca, 1º agosto 1997) è un pilota motociclistico spagnolo.

## Carriera

### CEV Moto2 e Supersport
Nel 2015 si classifica quattordicesimo nella classe Moto2 del CEV. Nel 2016 disputa la gara finale presso il Circuito di Valencia nel CEV Moto2 con una motocicletta Stock600 classificandosi ventunesimo nella generale e terzo tra le Stock. Fa il suo esordio mondiale nel 2017 prendendo parte, in qualità di wild card, al Gran Premio di Spagna nel mondiale Supersport. In sella ad una Kawasaki ZX-6R gestita dal team di David Salom chiude la gara al ventesimo posto. Nel 2018 conquista i primi punti mondiali chiudendo al tredicesimo posto il  Gran Premio di Portimão con una Kawasaki del team H43 Nobby Denso, contestualmente al mondiale gareggia anche nell'europeo Moto2 dove chiude al nono posto. Nel 2019 corre nuovamente a Portimão con lo stesso team della stagione precedente ma questa volta con una Yamaha YZF-R6. Chiude l'evento al decimo posto. Nella stessa stagione è impegnato nel CEV Moto2 dove, in sella ad una Kalex, ottiene due piazzamenti a podio e chiude al sesto posto. Nel 2020 disputa il doppio evento di Portimão come wild card con lo stesso team delle stagioni precedenti. Disputa inoltre il Gran Premio di Catalogna in sella ad una Honda CBR600RR del team Dynavolt in sostituzione dell'infortunato Hikari Ōkubo. Totalizza sedici punti ed il ventunesimo posto in classifica. 

### MotoE
Nel 2021 corre nella classe MotoE del motomondiale, con il team LCR; il compagno di squadra è Kevin Zannoni. In occasione del Gran Premio di Catalogna conquista la prima vittoria di categoria. Chiude la stagione al 7º posto con 73 punti. Nella stessa stagione inoltre, disputa come pilota sostitutivo il Gran Premio del Portogallo nella classe Moto2 con una MV Agusta F2, chiudendo al di fuori della zona punti. Nel 2022 gareggia nuovamente in MotoE con lo stesso team della stagione precedente. Il compagno di squadra è Eric Granado. Durante il campionato ottiene una pole position e quattro piazzamenti a podio chiudendo al quinto posto in classifica. Nella stessa stagione si classifica al ventesimo posto nel CEV Moto2. Nel 2023 è nuovamente pilota titolare in MotoE con lo stesso team delle annate precedenti, il compagno di squadra è Eric Granado. Totalizza quasi cento punti classificandosi al dodicesimo posto. Terminato l'impegno con le motociclette elettriche disputa, in qualità di pilota wild card, il Gran Premio di Jerez nel mondiale Supersport con la YZF-R6 del team Zeus Motorsport. Dopo essersi ritirato in gara uno non prende parte a gara due. Nel 2024 inizia il quarto anno consecutivo in MotoE: viene ingaggiato dal team Axxis-MSi, il compagno di squadra è Óscar Gutiérrez. Totalizza novantaquattro punti classificandosi, come l'annata precedente, al dodicesimo posto. Contestualmente alla MotoE, prende parte al secondo evento del Mugello nella categoria Supersport del campionato italiano conquistando nove punti. Sempre nel 2024, terminato l'impegno nel Motomondiale, passa a gareggiare nel mondiale Supersport in sella ad una YZF-R6 del Team Prodina-Altogo. I due punti conquistati al Cremona Circuit gli consentono di classificarsi trentottesimo tra i piloti e quinto nella World Supersport challenge.

## Risultati in gara

### mondiale Supersport
| 2017 | Moto     |  |  |  |  |  |  |  |  |  |  |    |  |  |  |  |  |  |  |  |  |  |  |  |  | Punti | Pos. |
| ---- | -------- |  |  |  |  |  |  |  |  |  |  | -- |  |  |  |  |  |  |  |  |  |  |  |  |  | ----- | ---- |
| 2017 | Kawasaki |  |  |  |  |  |  |  |  |  |  | 20 |  |  |  |  |  |  |  |  |  |  |  |  |  | 0     |      |

| 2018 | Moto     |  |  |  |  |  |  |  |  |    |  |  |  |  |  |  |  |  |  |  |  |  |  |  |  | Punti | Pos. |
| ---- | -------- |  |  |  |  |  |  |  |  | -- |  |  |  |  |  |  |  |  |  |  |  |  |  |  |  | ----- | ---- |
| 2018 | Kawasaki |  |  |  |  |  |  |  |  | 13 |  |  |  |  |  |  |  |  |  |  |  |  |  |  |  | 3     | 30º  |

| 2019 | Moto   |  |  |  |  |  |  |  |  |    |  |  |  |  |  |  |  |  |  |  |  |  |  |  |  | Punti | Pos. |
| ---- | ------ |  |  |  |  |  |  |  |  | -- |  |  |  |  |  |  |  |  |  |  |  |  |  |  |  | ----- | ---- |
| 2019 | Yamaha |  |  |  |  |  |  |  |  | 10 |  |  |  |  |  |  |  |  |  |  |  |  |  |  |  | 6     | 25º  |

| 2020 | Moto           |  |  |  |    |   |  |  |  |  |   |    |  |  |  |  |  |  |  |  |  |  |  |  |  | Punti | Pos. |
| ---- | -------------- |  |  |  | -- | - |  |  |  |  | - | -- |  |  |  |  |  |  |  |  |  |  |  |  |  | ----- | ---- |
| 2020 | Yamaha e Honda |  |  |  | 14 | 9 |  |  |  |  | 9 | 17 |  |  |  |  |  |  |  |  |  |  |  |  |  | 16    | 21º  |

| 2023 | Moto   |  |  |  |  |  |  |  |  |  |  |  |  |  |  |  |  |  |  |  |  |  |  |     |    | Punti | Pos. |
| ---- | ------ |  |  |  |  |  |  |  |  |  |  |  |  |  |  |  |  |  |  |  |  |  |  | --- | -- | ----- | ---- |
| 2023 | Yamaha |  |  |  |  |  |  |  |  |  |  |  |  |  |  |  |  |  |  |  |  |  |  | Rit | NP | 0     |      |

| 2024 | Moto   |  |  |  |  |  |  |  |  |  |  |  |  |  |  |  |  |    |     |    |     |     |    |    |    | Punti | Pos. |
| ---- | ------ |  |  |  |  |  |  |  |  |  |  |  |  |  |  |  |  | -- | --- | -- | --- | --- | -- | -- | -- | ----- | ---- |
| 2024 | Yamaha |  |  |  |  |  |  |  |  |  |  |  |  |  |  |  |  | 14 | Rit | 26 | Rit | Rit | 20 | 16 | 18 | 2     | 38º  |

| Legenda | 1º posto        | 2º posto            | 3º posto           | A punti      | Senza punti        | Grassetto – Pole position Corsivo – Giro più veloce |
| Legenda | Gara non valida | Non qual./Non part. | Ritirato/Non class | Squalificato | '-' Dato non disp. | Grassetto – Pole position Corsivo – Giro più veloce |

### Motomondiale

#### Moto2
| 2021 | Classe | Moto      |  |  |    |  |  |  |  |  |  |  |  |  |  |  |  |  |  |  |  |  |  |  | Punti | Pos. |
| ---- | ------ | --------- |  |  | -- |  |  |  |  |  |  |  |  |  |  |  |  |  |  |  |  |  |  |  | ----- | ---- |
| 2021 | Moto2  | MV Agusta |  |  | 19 |  |  |  |  |  |  |  |  |  |  |  |  |  |  |  |  |  |  |  | 0     |      |

| Legenda | 1º posto        | 2º posto            | 3º posto            | A punti      | Senza punti        | Grassetto – Pole position Corsivo – Giro più veloce |
| Legenda | Gara non valida | Non qual./Non part. | Ritirato/Non class. | Squalificato | '-' Dato non disp. | Grassetto – Pole position Corsivo – Giro più veloce |

#### MotoE
| 2021 | Classe | Moto     |   |     |   |    |    |   |   |  |  | Punti | Pos. |
| ---- | ------ | -------- | - | --- | - | -- | -- | - | - |  |  | ----- | ---- |
| 2021 | MotoE  | Energica | 5 | Rit | 1 | 10 | 12 | 5 | 3 |  |  | 73    | 7º   |

| 2022 | Classe | Moto     |   |   |   |    |   |   |   |     |   |   |     |   |  |  | Punti | Pos. |
| ---- | ------ | -------- | - | - | - | -- | - | - | - | --- | - | - | --- | - |  |  | ----- | ---- |
| 2022 | MotoE  | Energica | 8 | 2 | 6 | 10 | 7 | 3 | 6 | Rit | 3 | 2 | Rit | 7 |  |  | 124   | 5º   |

| 2023 | Classe | Moto   |     |    |    |    |   |    |    |   |   |     |   |   |   |   |    |   | Punti | Pos. |
| ---- | ------ | ------ | --- | -- | -- | -- | - | -- | -- | - | - | --- | - | - | - | - | -- | - | ----- | ---- |
| 2023 | MotoE  | Ducati | Rit | 12 | 10 | 15 | 8 | 11 | 11 | 5 | 7 | Rit | 6 | 4 | 8 | 6 | 15 | 9 | 98    | 12º  |

| 2024 | Classe | Moto   |     |    |    |   |   |   |   |    |   |   |   |   |     |     |    |    | Punti | Pos. |
| ---- | ------ | ------ | --- | -- | -- | - | - | - | - | -- | - | - | - | - | --- | --- | -- | -- | ----- | ---- |
| 2024 | MotoE  | Ducati | Rit | 11 | 15 | 7 | 9 | 9 | 9 | 11 | 4 | 6 | 6 | 7 | Rit | Rit | 11 | 10 | 94    | 12º  |

| Legenda | 1º posto        | 2º posto            | 3º posto            | A punti      | Senza punti        | Grassetto – Pole position Corsivo – Giro più veloce |
| Legenda | Gara non valida | Non qual./Non part. | Ritirato/Non class. | Squalificato | '-' Dato non disp. | Grassetto – Pole position Corsivo – Giro più veloce |